# Amor Prohibido
Amor Prohibido (Amor prohibit) és el cinquè àlbum de la cantant estatunidenca Selena. Va ser llençat al mercat el dia 13 de març de 1994 per EMI Latin. Ja va començar a escriure algunes cançons per aquest àlbum al novembre del 1993, després de publicar el seu àlbum anterior Selena Live!. Després de guanyar un premi Grammy pel seu anterior disc, va començar a gravar noves cançons. En aquest àlbum van col·laborar entre d'altres el seu germà A.B. Quintanilla III, Pete Astudillo, Ricky Vela i José Luis Borrego. Va promoure l'àlbum amb la seva gira, Amor Prohibido Tour (1994-95).
L'àlbum va debutar a la cima del billboard Top Latin Albums i Mexican Albums. A finals del 2002, ja s'havien venut dos milions de còpies per al món. Només van ser llançats quatre senzills, Amor Prohibido (13 d'abril), Bidi Bidi Bom Bom, No Me Queda Más i Fotos y Recuerdos. Tots van arribar al lloc número u.

## Llista de cançons
1. Amor Prohibido
2. No Me Queda Más
3. Cobarde
4. Fotos y Recuerdos
5. El Chico del Apartamento 512
6. Bidi Bidi Bom Bom
7. Techno Cumbia
8. Tus Desprecios
9. Si Una Vez
10. Ya No

Bonus Tracks
1. Donde Quiera Que Estes (amb Barrio Boyzz)